# Édouard-Charles Weyland
Édouard-Charles Weyland, né en 1839 à Paris et mort le 5 décembre 1892 dans le 8e arrondissement de Paris, est un architecte français.
Élève de Simon-Claude Constant-Dufeux, il est expert auprès de la Cour d'appel, membre de la Société centrale des architectes.
Il meurt à son domicile 22 rue Lavoisier à Paris et est inhumé au cimetière du Père-Lachaise (39e division).

## Réalisations
- Colonie agricole Saint-Maurice à Lamotte-Beuvron
- Hôtel particulier, no 17 rue Fortuny[2], construit en 1880, pour le préfet de la Loire-Inférieure entre 1879 et 1882, Louis Herbette.